# Calophya orbicola
Calophya orbicola (лат.) — вид мелких полужесткокрылых насекомых рода Calophya из семейства Calophyidae.

## Распространение
Встречаются в Неотропике (Аргентина).

## Описание
Мелкие полужесткокрылые насекомые. Внешне похожи на цикадок, задние ноги прыгательные. Голова и тело от тёмно-коричневого до чёрного. Концы щёчных отростков и 1—8 членики антенны серовато-коричневые. Голени и базитарсус желтоватые. Межсегментарные оболочки брюшка светло-красновато-коричневые. Передние крылья охристые, жилки коричневые. Молодые особи желтовато-оранжевые, постепенно темнеют. Передняя часть темени покрыта щетинками, которые в среднем короче расстояния между ними; щёчные отростки длинные, тонкие, посередине прилегают друг к другу. Передние крылья овальные, наиболее широкие посередине, неправильно закругленные на вершине; поверхностные шипики, кроме основания, отсутствуют. Передние перепончатые крылья более плотные и крупные, чем задние; в состоянии покоя сложены крышевидно. Лапки имеют 2 сегмента. Антенны короткие, имеют 10 сегментов. Голова широкая как переднеспинка.
Взрослые особи и нимфы питаются, высасывая сок растений. В основном связаны с растениями рода шинус (Schinus) семейства анакардиевые: Schinus fasciculatus. Вид был впервые описан в 2000 году швейцарским колеоптерологом Даниэлем Буркхардтом (Naturhistorisches Museum, Базель, Швейцария) и его коллегой Ивом Бассетом (Smithsonian Tropical Research Institute, Панама).